# Union Patriotico Progresista
Union Patriotico Progresista (Nederlands: Progressieve Patriottische Unie), afgekort UPP, is een Arubaanse politieke partij. De partij werd opgericht in 2013 door Candelario (Booshi) Wever en Raymond Hernandez. 
De UPP is een sociaaldemocratische partij met een progressieve inslag, die strijdt voor reglementering van deugdelijkheid van bestuur. De partij kwam tot stand nadat Booshi Wever, de toenmalige MEP-fractieleider, in 2011 met de partij brak.  Wever was sedert de oprichting van UPP tot 2021 politiek leider van de partij en voerde haar lijst aan bij de verkiezingen in 2013 en in 2017, toen de partij met de PPA een lijstverbinding aanging. Bij beide verkiezingen was het aantal stemmen onvoldoende om een zetel in de Staten van Aruba te bemachtigen, echter bleef de UPP actief als buitenparlementaire partij. Vanaf mei 2021 is Seraida Pemberton-Leonard partijleider.